# Condado de Montegil
El condado de Montegil es un título nobiliario hereditario del Reino de España que el rey  Carlos II otorgó el 4 de junio de 1696 a Bartolomé Benito Dávila y Flores, caballero veinticuatro de Jerez de la Frontera (Cádiz).

## Titulares
- Bartolomé Benito Dávila y Flores, I conde de Montegil.
- Agustín Adorno y Dávila, II conde de Montegil.
- Agustín Adorno y Guzmán, III conde de Montegil.
- Agustín Adorno y Spínola, IV conde de Montegil.
- Manuel Adorno y Ponce de León, V conde de Montegil.
- Agustín Adorno y Angulo, VI conde de Montegil.
- Manuel Adorno y Trevilla, VII conde de Montegil.[1]
- Manuel Adorno y Agreda, VIII conde de Montegil.
- Manuel Adorno y Pérez Lila, IX conde de Montegil.
- María Gloria Adorno y García, X condesa de Montegil, 1947.